# Ioan Rus
Ioan Rus (n. 21 februarie 1955, Urișor, România) este un politician social-democrat român, membru al PSD, fost ministru de interne în guvernul Năstase (din 2003 a cumulat și funcția de vicepremier al guvernului, în același cabinet), și fost ministru al transporturilor în guvernul Ponta. A canditat la alegerile locale din 2004 din partea PSD pentru funcția de primar al municipiului Cluj, funcție deținută în acel moment de Gheorghe Funar, clasându-se pe primul loc în primul tur de scrutin, dar pierzând în al doilea tur în fața lui Emil Boc, care a obținut 56,26% din voturi.

## Studii
A absolvit în anul 1982 Facultatea de Mecanică a Universității Tehnice din Cluj, după care a urmat cariera universitară și a obținut titlul de doctor inginer, cu specializarea Tehnologia Construcțiilor de Mașini, în 1994. A publicat 14 volume în calitate de autor și coautor, precum și zeci de lucrări și articole științifice.

## Activitatea politică
A studiat la Academia Ștefan Gheorghiu și a fost unul din cei mai activi membri ai Uniunii Tineretului Comunist. În 1994 a devenit membru al PDSR. În perioada august-decembrie 1996 a îndeplinit funcția de prefect al județului Cluj. Patru ani mai târziu, în urma alegerilor locale, a fost desemnat președinte al consiliului județean, funcție pe care a îndeplinit-o până în luna decembrie a aceluiași an, când a devenit membru al executivului în Cabinetul Adrian Năstase, alături de alți doi clujeni: Vasile Dâncu, ministru al Informațiilor Publice, și Vasile Pușcaș, negociator-șef cu Uniunea Europeană. În septembrie 2003, în urma reorganizării Guvernului, devine vice prim-ministru.
Între 2000-2004 a fost ministru de interne în Guvernul Năstase. Concomitent, în anul 2001, a fost ales în funcția de președinte al organizației județene Cluj a PSD. În anul 2002 a devenit vicepreședinte al partidului. În 2003 a cumulat și funcția de vicepremier.
În 2004 s-a retras din executiv pentru a se concentra asupra campaniei pentru alegerea în funcția de primar al municipiului Cluj. Din această poziție a readus în discuție propunerea regionalizării, pe care a numit-o "calibrare regională", susținând că descentralizarea privitoare la Transilvania trebuie gândită "la Cluj sau în alt oraș din Transilvania, dar nu la București." Inițiativa sa a fost criticată de Octav Cozmâncă, președinte executiv al PSD, cu observația "ce să descentralizăm, eșecul?"
La alegerile locale din 2004 a candidat din partea PSD pentru funcția de primar al municipiului Cluj. În primul tur de scrutin a obținut 60.199 de voturi reprezentând 40,17% din totalul voturilor valabil exprimate și s-a clasat astfel pe primul loc, înaintea lui Emil Boc, care a obținut 49.631 de voturi reprezentând 33,12% din totalul voturilor valabil exprimate. În al doilea tur de scrutin a fost devansat de Emil Boc, candidatul Alianței D.A., care a obținând susținerea electoratului lui Gheorghe Funar a reușit să întrunească 79.207 de voturi (56,26%), față de cele 61.584 de voturi (43,74%) obținute în al doilea tur de scrutin de Ioan Rus.
În decembrie 2007 a demisionat din funcția de președinte al PSD Cluj, funcție care a fost ocupată de Vasile Dâncu, ales în ianuarie 2008. Ioan Rus a renunțat după o jumătate de an la toate funcțiile deținute la nivel național și local, păstrându-și doar calitatea de membru PSD.
În data de 20 aprilie 2013 a fost ales în funcția de vicepreședinte PSD pentru regiunea Nord-Vest, compusă din 6 județe.
A fost numit ministru al transporturilor în iunie 2014, după retragerea de la guvernare a Partidului Național Liberal și după demisia lui Dan Șova. Ca ministru, a supervizat elaborarea master planului de transport, un document ce asumă în numele României priorități pentru proiecte de infrastructură pe termen mediu și lung, document care la plecarea din funcție nu era încă definitivat, un proiect final așteptând aprobarea Comisiei Europene. A demisionat din funcție după circa un an, după ce a produs un scandal major, declarând la un post de televiziune despre românii care muncesc în străinătate că „au poate 1500 de euro salariu. [...] De banii ăștia, copiii se fac golani acasă și nevastă-sa, curvă.”

## Activitate profesională
După absolvirea cursurilor universitare, lucrează timp de doi ani ca inginer în cadrul TSMA Cluj, apoi ca inginer cercetător la Institutul Politehnic din Cluj (1984-1985) și asistent universitar (1985-1990). Își continuă cariera universitară ca șef de lucrări (1990-1994), conferențiar universitar (1995-2000) și, din anul 2002,  profesor universitar coordonator al disciplinei „Calculul și construcția automobilelor” la Universitatea Tehnică din Cluj. Din 2003 este conducător de lucrări de doctorat.

## Afiliație științifică
Ioan Rus este membru al mai multor asociații profesionale din România și din străinătate: Asociația Generală a Inginerilor din România, Societatea Inginerilor de Automobile din România, Asociația Inginerilor Mecanici Agricoli din România, The Society of Automotive Engineers (SUA), precum și al Asociației Române pentru Clubul de la Roma.

## Viața personală
Fiica lui Ioan Rus a fost căsătorită cu Vasile Pușcaș (a nu se confunda cu Vasile Pușcaș), patronul firmei de salubritate Florisal din Satu Mare.

## Controverse
La 29 iunie 2012, ministrul de interne Ioan Rus a luat apărarea premierului Victor Ponta, afirmând: „De la Aristotel și Platon, toți cei care au scris teze de doctorat pe filosofie, pe politică, pe științe sociale, toți au plagiat. Repet, de la Aristotel încoace și Platon, pe tehnic de la Newton și Einstein, toată lumea a plagiat". Presa românească și internațională a reacționat vehement la părerea ministrului.

## Distincții
Ordinul Steaua României în Grad de Cavaler (2002)

## Lista publicațiilor (selecție)
- 1.	Ionuț, V., Rus, I., ș.a. - Tehnologia de reparare și recondiționare a pieselor de la tractoarele SM-800 și SM-851. Redacția de propagandă tehnică agricolă, București, 1988
- 2.	Ionuț, V., Rus, I., ș.a. - Tehnologia reparării și fiabilității utilajului agricol. Îndrumător de lucrări de laborator, LITO, I.P.C-N, 1988
- 3.	Sandor, L., Rus, I., Brânzaș, P. - Transmisii hidromecanice. Vol. I, Transmisii hidrodinamice, Edit. Dacia, 1990
- 4.	Rus, I., - Tractoare și automobile. Fascicole de lucrări de laborator, xerox, 1990.
- 5.	Bățaga, N., Rus, I., - Conducerea automobilului, Cluj-Napoca, Edit. Sincron, 1991
- 6.	Cordoș, N., Rus, I., Burnete, N. - Automobile. Construcție generală. Uzare. Evaluare. Cluj-Napoca, Edit. Todesco, 2000, 258 p.
- 7.	Rus, I. - Autovehicule rutiere. Cluj-Napoca, Edit. Sincron, 2002, 340 p.
- 8.	Bățaga, N., Burnete, N., Căzilă, A., Rus,  I., Sopa, S., Teberean, I. - Motoare cu ardere internă, București, EDP, 1995, 335 p.
- 9.	Filip, N., Cordoș, N., Rus, I. - Zgomotul urban și traficul rutier, Cluj Napoca Edit. Todesco, 2001, 182 p.
- 10.	Ionuț, B., Ionuț, V., Știrbei, I., Moldovanu, Gh., Rus, I., - Mentenanță, mentenabilitate, tribologie și fiabilitate, Cluj Napoca, Edit. Sincron, 2003, 286 p.
- 11.	Burnete, N.,  Rus, I., ș.a. - Surse de energie în agricultură, Cluj-Napoca, Editura Alma Mater, 2004, 218 p.
- 12.	Burnete, N., Rus, I. ș. a. - Motoare diesel și biocombustibili pentru transportul urban, Edit. Mediamira, 2008, 1054 p.
- 13.	Rus, I. - Tribut plătit speranței, Edit. Eikon, 2008, 555 p.